# İlker Başbuğ
Mehmet İlker Başbuğ (nascut el 29 d'abril de 1943) és un general turc, actualment retirat. Fou el 26è Cap de l'Estat Major de les Forces Armades de Turquia, a partir d'agost de 2008 fins a l'agost de 2011.

## Biografia
İlker Başbuğ va néixer a Afyonkarahisar, una ciutat situada a l'oest de Turquia. La seva família és de Bítola (Albània), una ciutat que dugué el nom de Monastır durant la dominació otomana de la regió. Başbuğ es va graduar a l'Acadèmia Militar de Turquia el 1961 com a oficial d'infanteria. També es va diplomar a l'Escola d'Infanteria el 1963 i va servir en diverses unitats de l'exèrcit turc com a comandant d'escamots i de comandos fins a l'any 1970.
A partir de 1973 va desenvolupar diversos càrrecs dins l'exèrcit, entre d'altres un lloc en el servei d'informació del Supreme Headquarters Allied Powers Europe (SHAPE) a Mons (Bèlgica)
İlker Başbuğ és també graduat per la Reial Acadèmia Militar de Sandhurst i pel Col·legi de defensa de l'OTAN. Va ser ascendit a General de Brigada el 1989. Fou de nou assignat al SHAPE, aquest cop com a cap de logística i serveis d'intel·ligència, així com el primer comandant de la brigada blindada fins al seu ascens el 1993.
El 2002 va ser ascendit a general i va exercir com a comandant adjunt de l'exèrcit turc fins al 2003 i després com a Cap 'Estat Major Adjunt fins al 2005. Entre 2005 i 2006, va ser comandant de l'exèrcit abans d'esdevenir comandant de l'exèrcit turc 30 agost 2006.
El 30 d'agost de 2008, substituí Yasar Büyükanit com a cap de l'Estat Major de l'exèrcit.
El 6 de gener del 2012, un tribunal va ordenar la seva detenció, amb l'acusació d'haver participat en l'organització Ergenekon, un grup que intentaria enderrocar el govern d'Erdoğan. Aquest fou el primer cop que la justícia civil actuava contra un militar de tan alta graduació. Başbuğ va negar tots els càrrecs i va ser absolt d'aquests.